# Бондур Сергій Олексійович
Сергі́й Олексі́йович Бо́ндур (нар. 31 травня 1964, Черкаси) — український артист балету і балетмейстер. Народний артист України (1997).

## Життєпис
1982 — закінчив Київське державне хореографічне училище (клас В. В. Парсегова).
1982—1984 — соліст балету Львівського академічного театру опери та балету ім. І. Франка.
Від 1984 — провідний соліст балету Київського академічного музичного театру для дітей та юнацтва.
1994 — закінчив Ленінградську консерваторію імені Миколи Римського-Корсакова (викладачі — Габріела Комлева, Микита Долушин).
Від 1998 — викладач Київської муніципальної української академії танцю імені Сержа Лифаря.
Виступав на сценах Великої Британії, Індії, Італії, Іспанії, Канади, Мексики, Португалії, Японії, Німеччини, Швейцарії, Нідерландів, Південної Кореї, Туреччини, Південної Америки, Франції, США та інших країн і регіонів світу.
Здійснив постановку «Реквієму» на музику Моцарта у трупі «Імперський балет» (Москва).
Працює педагогом-репетитором Національної опери України.

## Партії
- Альберт («Жізель» А. Адана)
- Арлекін («Арлекінада» Р. Дріго)
- Джеймс («Сильфіда» Х. Левенсхольда)
- Ельф («Дюймовочка»)
- Іванко («Горбоконик» Р. Щедріна)
- Красс («Спартак» А. Хачатуряна)
- Лебідь («Гидке каченя» О. Петрової, І. Цислюкевич, А. Микити)
- Левко, Гаральд («Майська ніч», «Вікінги» Є. Станковича)
- Маттео («Наяда і Рибалка» Ч. Пуньї)
- Мауглі, Распутін (однойм. балети О. Градського)
- «Поминальна» («Монолог» на музику Х. Родріго)
- Принц, Дезіре, Зігфрід («Лускунчик», «Спляча красуня», «Лебедине озеро» П. Чайковського)
- Ромео, Петрик («Ромео і Джульєтта», «Петрик і Вовк» С. Прокоф'єва)
- Син («Візок тата Жюньє» на музику Р. Штраусса)
- Солор, Базіль («Баядерка», «Дон Кіхот» Л. Мінкуса)
- Штраусс («Бал у Штраусса» на музику Й. Штраусса)

## Нагороди
- 1986 — Лауреат міжнародних конкурсів артистів балету у Варні (Болгарія) та Парижі (3-я премія)
- 1997 — Народний артист України
- 1999 — Лауреат 3-го Міжнародного конкурсу балету ім. С. Лифаря як хореограф (Київ, 3-я премія)